# Ara Ketu
Ara Ketu – brazylijski blok karnawałowy i zespół muzyczny z gatunku axé i afro-pop. Został założony w 1980 roku w dzielnicy Periperi miasta Salvador w stanie Bahia w Brazylii i był jednym z pierwszych zespołów, który rozpowszechnił muzykę axé w całym kraju. Ara Ketu wystąpił po raz pierwszy podczas karnawału w 1981 roku, a motywem przewodnim była postać Oxóssi – bóstwa (orixá) z panteonu afrobrazylijskiego kultu candomblé. Oxóssi jest patronem zespołu i jego charakterystyczne barwy – niebieski i biały – są też kolorami zespołu. Wokalistą grupy Ara Ketu jest Tatau.
Pochodzący z dzielnicy Tororó, Tatau rozpoczął karierę wokalisty w wieku 14 lat, a pierwsze teksty piosenek układał mając 16 lat. Występował także jako perkusista, zdobył m.in. nagrodę na festiwalu promowanym przez zespół Olodum. W wieku 18 lat dołączył do zespołu Ara Ketu. W 2008 roku Tatau zdecydował się na solową karierę i wydał płytę Formas e formas, jednak niecałe 5 lat później, w 2012 roku, postanowił powrócić do Ara Ketu i nagrali wspólnie płytę A Volta (Powrót).
W latach 80. bloki afro były prawie nieznane szerszej publiczności, a utwory ich autorstwa były wykonywane przez innych artystów, takich jak Margareth Menezes czy Banda Reflexus. Na przykład utwór Uma História de Ifã z pierwszej płyty Ara Ketu, wydanej w 1987 r., pojawił się rok później na płycie Margareth Menezes i dopiero wtedy odniósł wielki sukces.
Podobnie jak inne bloki karnawałowe z Salvadoru, Ara Ketu prowadzi także działalność społeczną. Instytut Edukacyjny i Kulturalny Ara Ketu (IAK) działa w dzielnicy Periperi w Salvadorze, a jego celem jest ułatwienie mieszkańcom dostępu do wydarzeń kulturalnych. W 1980 r. powstała Escolinha de Percussão (Szkółka Perkusyjna), a w 1997 r. utworzono Oficyny Ara Ketu, edukując dzieci i młodzież za pomocą capoeiry, gry na perkusji, tańca i teatru. Działający obecnie Instytut Ara Ketu ma na celu propagowanie kultury afrobrazylijskiej.

## Dyskografia

### Albumy studyjne
| Rok nagrania | Tytuł             | Wyróżnienie     |
| ------------ | ----------------- | --------------- |
| 1987         | Ara Ketu          |                 |
| 1988         | Contos de Benin   |                 |
| 1992         | Ara Ketu          |                 |
| 1993         | De Periperi       |                 |
| 1994         | Bom Demais        |                 |
| 1995         | Ara Ketu Dez      |                 |
| 1996         | Dividindo Alegria | Platynowa płyta |
| 1997         | Prá Lá de Bom     |                 |
| 2000         | Vida              | Złota płyta     |
| 2001         | Ara Ketu          |                 |
| 2003         | Obrigado a Você   |                 |
| 2004         | 25 Emoções        |                 |
| 2005         | Meu Tudo          |                 |

### Albumy na żywo
| Rok nagrania | Tytuł                               | Wyróżnienie      |
| ------------ | ----------------------------------- | ---------------- |
| 1998         | Ara Ketu ao Vivo                    | Diamentowa płyta |
| 1999         | Ara Ketu e o Povo ao Vivo de Novo   |                  |
| 2002         | Ensaios do Ara Ketu CD/DVD          |                  |
| 2008         | CD/DVD Ara Ketu ao vivo em Salvador |                  |
| 2015         | A Volta                             |                  |

### Składanki
| Rok nagrania | Tytuł                |
| ------------ | -------------------- |
| 1995         | The Best of Ara Ketu |
| 2004         | O melhor do Ara Ketu |
| 2005         | Maxximum (Ara Ketu)  |

### Single
| Rok nagrania | Tytuł                    |
| ------------ | ------------------------ |
| 1993         | Periperi                 |
| 1994         | Ara Ketu Bom Demais      |
| 1995         | Festa na cidade          |
| 1996         | Avisa a vizinha          |
| 1996         | Ara Ketu dez             |
| 1997         | Pipoca                   |
| 1997         | Tá na cara               |
| 1998         | Mal-Acostumada           |
| 1998         | Fanfarra                 |
| 1998         | Ô meu pai                |
| 1999         | No swing do Ara Ketu     |
| 1999         | Alegria da cidade        |
| 1999         | Minha Razão de Viver     |
| 1999         | Telefona                 |
| 2000         | Amantes                  |
| 2000         | Toma lá, dá cá           |
| 2001         | Cobertor                 |
| 2002         | Pra levantar poeira      |
| 2003         | Carta branca             |
| 2003         | Êta amor                 |
| 2004         | Incendeia                |
| 2005         | Pergunte pro seu coração |
| 2009         | É amor                   |
| 2010         | Símbolo do Coração       |
| 2011         | Joelho                   |
| 2012         | A Volta                  |
| 2013         | Oportunidade (na żywo)   |

### Wyróżnienia karnawałowe
| Rok  | Nagroda                 | Uwagi                         |
| ---- | ----------------------- | ----------------------------- |
| 1997 | Troféu Dodô e Osmar     | Najlepszy blok afro           |
| 1998 | Prêmio Top de Marketing |                               |
| 1998 | Troféu Planeta Xuxa     | Najlepsza muzyka              |
| 2001 | Troféu Caymmi           | Najlepsza płyta Axé           |
| 2005 | Troféu Raça Negra       |                               |
| 2006 | Troféu Dodô e Osmar     | Najlepszy blok Barra / Ondina |
| 2009 | Press Ward              | Najlepszy zespół Axé          |
| 2011 | Troféu Dodô e Osmar     | Najlepszy artysta afro        |